# ABC (Yet Another BitTorrent Client)
ABC (Yet Another BitTorrent Client) ist ein freies, in Python geschriebenes Filesharingprogramm für das BitTorrent-Protokoll.
Er braucht zur Ausführung die Python-Laufzeitumgebung und wxPython für die graphische Oberfläche.
Er unterstützt ein Warteschlangensystem mit Prioritäten, globalen und lokalen (pro Torrent) Einstellungen zum Download (inklusive Up- und Download-Bandbreitenkontrolle), drei Optionen, was mit kompletten Dateien geschehen soll und ein System namens Upload Rate Manager (URM) um Torrents aus der Warteschlange zu entfernen, falls keine (vorher definierte) genügende Upload-Aktivität vorliegt.
Im Gegensatz zu BitTornado ist die Oberfläche detaillierter, es können mehrere Torrents verwaltet und der Client ins Benachrichtigungsfeld minimiert werden.
Der Client unterstützt Webseeds, welche nur Webspace, PHP und MySQL benötigen, somit ist es mit einem kostengünstigen Webserver möglich, eine zuverlässige Quelle zu seinem Torrent hinzuzufügen. Er hat außerdem eine ausgebaute Webschnittstelle, womit sich der Client fernbedienen lässt.

## Geschichte
ABC basiert auf BitTornado (einst Shadow’s Experimental Client) von John Hoffman (Shad0w), welcher wiederum auf Bram Cohens ursprünglichem BitTorrent-Client aufsetzt.
ABC hat BitTornado um die Warteschlange erweitert.
Seit 2005 kommen keine offiziellen Veröffentlichungen mehr aus dem Projekt, wobei jedoch von der Gemeinschaft einige inoffizielle modifizierte Versionen weitergepflegt werden. Weiterhin gibt es einige Abkömmlinge, die aktiv weiterentwickelt werden (Tribler, Torrent Swapper).